# MAST

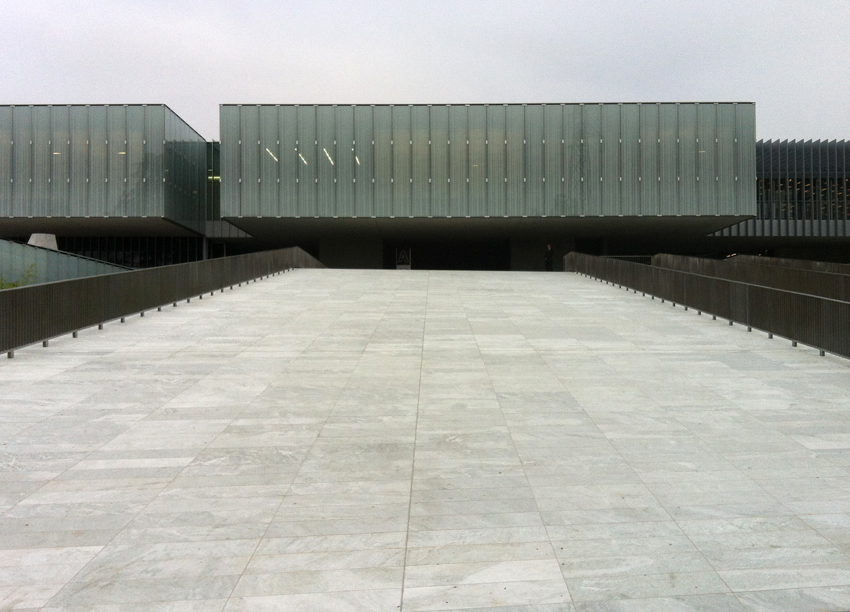
Ingresso del museo

Il MAST. Manifattura di Arti, Sperimentazione e Tecnologia è un centro polifunzionale e spazio espositivo realizzato a Bologna dalla omonima Fondazione MAST dell'imprenditrice e filantropa Isabella Seragnoli.
Ospita sia collezioni permanenti che mostre temporanee. All'interno si trovano gallerie espositive, un auditorium, una accademia, un asilo nido, una palestra, un ristorante e una caffetteria, e all'esterno un parco delle sculture con pezzi monumentali di Ólafur Elíasson, Anish Kapoor, Arnaldo Pomodoro e Mark Di Suvero.

## Storia
Il MAST viene inaugurato alla presenza del Presidente del Consiglio Enrico Letta il 4 ottobre 2013. L'area espositiva è aperta al pubblico dal 7 ottobre 2013, mentre tutti gli altri spazi sono disponibili dalla prima metà del 2014.
In concomitanza con l'apertura della galleria, la Fondazione MAST propone anche la prima edizione di "Foto/Industria", la Biennale di fotografia industriale dedicata a impresa e lavoro, prima iniziativa al mondo dedicata alla fotografia industriale, curata da François Hébel, direttore dei Rencontres internationales de la photographie d'Arles, che comprende 17 esposizioni in 10 luoghi della città.
La mostra ospitata al MAST nella prima edizione, intitolata “I Mondi dell'Industria”, è curata da Urs Stahel e raccoglie le opere di 48 maestri internazionali della fotografia, tratte dall'archivio dello stesso MAST.

## Edificio
Il complesso del MAST, di oltre 25 000 m², si colloca nella prima periferia bolognese, in zona Santa Viola, nel quartiere Reno.
Il progetto è firmato da Maria Claudia Clemente e Francesco Isidori, architetti dello Studio Labics di Roma, risultati vincitori del concorso indetto nel 2005 dalla G.D del gruppo Coesia.
Durante i lavori di costruzione, il cantiere è stato fotografato da Gabriele Basilico.

## Attività formative e didattiche
La Fondazione MAST offre nell’Academy numerose attività di formazione orientate ai temi della tecnologia e dell’innovazione, rivolte ai giovani, al territorio – scuole, imprese, comunità – e ai collaboratori del gruppo Coesia, in partnership con le istituzioni e altri enti.

## Mostre temporanee
Periodicamente si alternano esposizioni tematiche e progetti monografici, mostre storiche e proposte di autori contemporanei, tratte dalla collezione o provenienti da altri archivi, istituzioni internazionali e raccolte private. Le mostre sono curate da Urs Stahel

## Attività Biennali
Dal 2013 la Fondazione MAST organizza Foto/Industria, rassegna biennale di fotografia dell’industria e del lavoro, che consiste in una serie di esposizioni di grandi fotografi e di talenti emergenti provenienti da tutto il mondo, allestite, oltre che al MAST, anche nel centro di Bologna, in luoghi storici, istituzioni pubbliche e spazi privati della città.
Il MAST Foundation for Photography Grant on Industry and Work, già GD4PhotoArt, è un concorso internazionale a inviti a cadenza biennale creato nel 2007. Obiettivo dell’iniziativa è dare voce alla ricerca delle nuove generazioni di fotografi, arricchendo l’offerta culturale della Fondazione MAST degli sguardi dei giovani sul mondo dell’industria e del lavoro.